# Battle Nations
Battle Nations è un videogioco strategico per PC, Android e iOS, pubblicato per la prima volta nel 2011 e per la seconda volta nel 2025.
Il videogioco è stato originariamente sviluppato da Z2 Live, ma nel 2016 l'azienda è stata acquisita da King e i server sono stati chiusi.
Nel 2025 Madrona Games ha pubblicato il videogioco per la seconda volta, dopo averne acquisito i diritti da King due anni prima.